# 兰家沟站
兰家沟站位于中华人民共和国四川省成都市双流区青栏路与华府大道交叉口东侧，是成都地铁6号线的地铁车站，也是6号线的南端终点站，于2020年12月18日启用。因临近兰家沟村（现兰家沟社区）而得名。本站站后接入回龙停车场。

## 车站结构
岛式站台1面2线地下车站。
| 地面              | 0    | 出口A–D                                                                                   |
| 地下一层          | 站厅 | 自助购票 客服中心                                                                         |
| 地下二层          | 站台 | \| \| \| 6号线下客站台 \| \| 島式 · 開左邊车门 \| \| \| \| \| \| 6号线往望丛祠（回龙） \| |
|                   |      | 6号线下客站台                                                                             |
| 島式 · 開左邊车门 |      |                                                                                           |
|                   |      | 6号线往望丛祠（回龙）                                                                     |

## 出入口
本站目前开放4个出入口。
|          |                     |                  |      |
| 编号     | 设施                | 指示             | 照片 |
|          | 无障碍卫生间 哺乳室 | 青栏路           |      |
| 出口 · B | 无障碍电梯          | 青栏路、华府大道 |      |
| 出口 · C |                     | 青栏路、华府大道 |      |
| 出口 · D | 无障碍电梯          | 青栏路           |      |